# Peter Nott
Peter John Nott (* 30. Dezember 1933; † 20. August 2018) war ein britischer anglikanischer Theologe. Er war von 1985 bis 1999 Bischof der Diözese Norwich in der Church of England.
Nott wurde als Sohn von Cecil Frederick Wilder Nott geboren. Er besuchte die Bristol Grammar School. Er studierte am Dulwich College und am Fitzwilliam College der University of Cambridge. Er ging auf die Royal Military Academy Sandhurst. Zur Vorbereitung auf sein Priesteramt studierte er Theologie am Westcott House Theological College in Cambridge. Seine Priesterlaufbahn begann er von 1961 bis 1964 als Vikar (Curate) in Harpenden in der Grafschaft Hertfordshire. Anschließend war er von 1964 bis 1969 Kaplan (Chaplain) am Fitzwilliam College. Anschließend war er von 1969 bis 1977 Pfarrer (Rector) von Beaconsfield. 1977 wurde er zum Bischof geweiht. Von 1977 bis 1985 war er als „Bischof von Taunton“ Suffraganbischof in der Diözese Bath und Wells. 1985 wurde er, als Nachfolger von Maurice Wood, Bischof von Norwich. Im Juli 1999 ging er in den Ruhestand. Sein Nachfolger als Bischof von Norwich wurde Graham James. Nach seinem Ruhestand wirkte er seit 1999 als Ehrenamtlicher Hilfsbischof (Honorary Assistant Bishop) in der Diözese von Oxford.
1994 entzog Nott in seiner Eigenschaft als Bischof von Norwich einem zweifach geschiedenen Priester, der zum dritten Mal heiraten wollte, die Erlaubnis, weiterhin als Priester tätig zu sein. Nott argumentierte, der Priester könne nicht mehr glaubhaft den christlichen Standpunkt der Ehe bezeugen. 1996 unternahm Nott anlässlich des 900. Geburtstags der Kathedrale von Norwich eine ausgedehnte Pilger- und Pastoralreise durch die Diözese Norwich; seine Erlebnisse und Erfahrungen veröffentlichte er in dem Buch Bishop Peter's Pilgrimage.

## Mitgliedschaft im House of Lords
Nott gehörte in seiner Eigenschaft als Bischof von Norwich von September 1991 bis Ende Juli 1999 bis zu seinem Ruhestand als Bischof von Norwich als Geistlicher Lord dem House of Lords an.
Im Hansard sind insgesamt 45 Wortbeiträge Notts aus den Jahren von 1992 bis 1999 dokumentiert. Seine Antrittsrede hielt er am 19. Februar 1992 im Rahmen einer Debatte über  National Health Service in Großbritannien. Am 13. April 1999 meldete er sich während seiner Amtszeit im House of Lords im Rahmen der Debatte zur Sexual Offences (Amendment) Bill zuletzt zu Wort.